# Gorenji Podboršt, Mirna Peč
Gorenji Podboršt je naselje v Občini Mirna Peč. 
Vas leži na terasi 252 metrov nad morjem, od koder je lep pogled na Mirno Peč.

Število prebivalcev po letih:

1880 - 88

1931 - 94

1966 - 86

1986 - 73

2002 - 74 (23 gospodinjstev)
VIR:

Mirna Peč z okolico nekoč in danes (Anton Pust, 1987)

Statistični urad RS - Popis prebivalstva 2002